# John R. Mosby

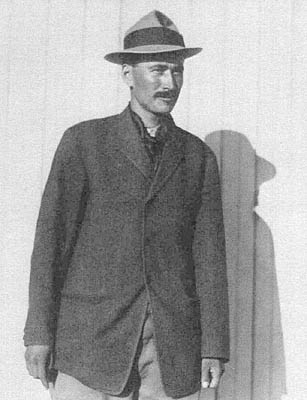
John R. Mosby en Tijuana, 1911.

John R. Mosby, alias Jack Mosby, militante de la organización anarquista Industrial Workers of the World, se desempeñó como jefe de la Segunda División del Ejército Liberal durante la rebelión de Baja California en 1911.
Los datos sobre los orígenes de Mosby son escasos, según sus propias declaraciones a la prensa durante la campaña en Baja California, había nacido en Kentucky y en ese tiempo contaba con 33 años de edad. Su padre era N. T. Mosby, un empresario de espectáculos y su tío John Singleton Mosby había sido coronel del Ejército Confederado en la Guerra Civil de los Estados Unidos. Mosby afirmaba haberse dedicado al contrabando de armas durante la Guerra Hispano-Estadounidense, teniente de artillería bóer en Sudáfrica y haber participado en la rebelión por la separación de Panamá de Colombia. Aunque lo más probable es que haya exagerado, sí contaba con alguna experiencia militar.
La rebelión de Baja California había sido planeada y era dirigida por el Partido Liberal Mexicano (PLM) exiliado en Los Ángeles, California. El 29 de enero de 1911, José María Leyva y Simón Berthold tomaron de poblado fronterizo de Mexicali con un grupo de aproximadamente 30 rebeldes; a partir de este hecho el número de guerrilleros del Ejército Liberal aumentó considerablemente, dada la escasa población en el Distrito Norte de Baja California, una parte importante de los nuevos reclutas eran estadounidenses, algunos en busca de fortuna y otros convencidos de compartir las ideas revolucionarias del PLM, entre estos últimos se enrolaron wobblies como John R. Mosby.
Tras la muerte de los jefes iniciales de la campaña, Mosby fue elegido jefe por la llamada "Legión extranjera" o "Legión Americana".
Mosby permaneció como jefe hasta la derrota y rendición de la rebelión en Tijuana el 22 de junio de 1911. Regresó a Estados Unidos donde fue encarcelado en McNeil Island junto con otros miembros de la PLM. Le fue ofrecida su libertad a cambio de declarar en contra de los Flores Magón, lo que rehusó. 